# Darijo Pranjković
Darijo Pranjković (Travnik, 5. veljače 1984.), hrvatski nogometaš iz Bosne i Hercegovine.

## Karijera
Nogometom se počeo baviti u NK Vitez gdje je prošao sve uzrasne kategorije, a kao igrač Viteza bio je juniorski reprezentativac BiH. Kasnije je igrao za Marsoniju dok je još bila prvoligaš, a potom igra za premijerligaš Travnik.
U Vitez se vratio 2011. godine, a s matičnim klubom je izborio plasman u Premijer ligu BiH. U sezoni 2012./13. bio je najbolji strijelac kluba. Karijeru je završio 2015. godine u viteškom niželigašu Rijeci.

## Vanjske poveznice
- Profil na transfermarkt.com